# Ga Trung tâm Lớn–Đường 42
Trung tâm Lớn–Đường 42 (tiếng Anh: Grand Central–42nd Street cũng được ký tên là 42nd Street–Grand Central) là một phức hợp ga lớn của Tàu điện ngầm Thành phố New York. Nằm ở Midtown Manhattan tại đường 42 giữa Đại lộ Madison và Lexington, đây là ga bận rộn thứ hai trong hệ thống 424 nhá ga, với 44.928.488 hành khách trong năm 2017; chỉ có khu phức hợp nhà ga Quảng trường Thời Đại có nhiều người lái hơn.
Khu phức hợp được phục vụ bởi:
- 4, 6 và 7 chuyến tàu mọi lúc
- 5 chuyến tàu mọi lúc trừ đêm khuya
- Con thoi Đường 42 (S) từ 6 giờ sáng đến nửa đêm hàng ngày
- <6> đào tạo vào các ngày trong tuần theo hướng cao điểm
- <7> đào tạo trong giờ cao điểm và buổi tối sớm theo hướng cao điểm